# Waroch
Waroch foi um antigo governante bretão de Vannes. Waroch deu seu nome para a extinta província francesa de Broërec (Bro-Waroch - Terra de Waroch), no atual departamento Morbihan. No entanto, é possível que tenha existido diversos chefes locais com o mesmo nome.
Em 578, Quilperico I mandou um exército para lutar contra Waroch ao longo do rio Vilaine. O exército dos francos era formado por unidades de Poitou, Touraine, Anjou, Bayeux e Maine. Os Baiocassenses (homens de Bayeux) eram saxões e foram guiados pelos bretões. O exército lutou por três dias antes de Waroch se render, entregar Vannes, mandar seu filho como refém e concodar em pagar um tributo anual. Subseqüentemente, ele quebrou seu juramento, mas o domínio de Quilperico sobre os bretões estava relativamente seguro, como indicado na celebração poética de Venâncio Fortunato.
Em 587, Gontrão de Borgonha subjugou por completo Waroch. Ele forçou a renovação do juramento de 578 por escrito e exigiu 1 000 soldos de compensação por Waroch ter atacado Nantes. Em 588, a compensação ainda não havia sido paga, como Waroch havia prometido tanto para Gontrão, como para Clotário II (que provavelmente tinha suserania sob Vannes).
Em 589 e 590, Gontrão mandou uma expedição contra Waroch sob os comandos de Beppolem e Ebrachain (ambos inimigos mútuos). Ebrachaim também era inimigo de Fredegunda, que havia mandado os saxões de Bayeux para ajudar Waroch. Beppolem lutou sozinho por três dias antes de morrer, e nesse momento Waroch tentou fugir para as Ilhas do Canal, mas Ebrachain destruiu seus navios e o forçou a aceitar a paz, refazer o juramento e entregar seu sobrinho como refém. Isso não adiantou em muito, pois nos anos seguintes, os bretões continuaram sem serem subjulgados.